# Chlamydophila pneumoniae
Chlamydophila pneumoniae je druh bakterie z rodu Chlamydophila, která infikuje lidi a je hlavním původcem zápalu plic. Do nedávné doby byla známá jako Chlamydia pneumoniae a tento název je někdy používán jako alternativní název. Kromě své role v zápalu plic existují důkazy spojující C. pneumoniae s aterosklerózou, Alzheimerovou chorobou a astmatem. Úplná sekvence genomu C. pneumoniae byla zveřejněna v roce 1999. C. pneumoniae se přenáší kapénkovou infekcí a promořenost populace se uvádí kolem 60–80 %.
Plicní chlamydie jsou ze všech druhů chlamydií v lidské populaci nejrozšířenější. K první infekci většinou dochází mezi 5. až 18. rokem, která asi jen v 10 % případů proběhne jako atypický zápal plic. Opakované infekce jsou poté dost časté. Chlamydie totiž dlouhodobě přežívají v buňkách imunitního systému a jsou zdrojem přetrvávajících infekcí.
Tato atypická bakterie běžně způsobuje zánět hltanu, zánět průdušek, s projevy bronchitidy a atypické záněty plic především u starších a oslabených pacientů, avšak i u jinak zdravých dospělých osob.